# Fluvitrygon signifer
Fluvitrygon signifer ist eine sehr seltene Stechrochenart, die im Süßwasser und Mündungsbereichen von Flüssen in Thailand, Sumatra und Borneo vorkommt. Nachgewiesen wurde sie im Kapuas im westlichen Borneo, im Indragiri auf Sumatra, im Perak im Westen der Malaiischen Halbinsel und im unteren Chao Phraya in Thailand.

## Merkmale
Die Körperscheibe von Fluvitrygon signifer ist ovalrhombisch und etwas länger als breit (die maximale gemessene Länge liegt etwa bei 60 cm). Der peitschenartige Schwanz ist sehr lang, sodass die Gesamtlänge der Tiere über 2 Metern betragen kann. Die Fische sind auf der Oberseite bräunlich, die Unterseite und der Schwanz hinter den beiden Stacheln sind weißlich. Charakteristisch für die Art ist ein weißes Band entlang des Randes der Körperscheibe. Die Schnauze steht vor und bildet eine dreieckige Spitze. Die Augen sind klein, die Spritzlöcher sind deutlich größer als die Augen. Das Maul ist bogenförmig. Im Oberkiefer haben die Tiere insgesamt 38 bis 45 Zahnreihen, im Unterkiefer sind es 37 bis 46 Zahnreihen. Die Zähne sind in beiden Kiefern quincunxartig angeordnet. Die Zähne sind stumpf-konisch mit querstehenden Schneidekanten. Die Schneidekanten sind bei den Männchen höher und gesägt, bei den Weibchen niedriger und stumpf.

## Lebensweise
Über die Lebensweise von Fluvitrygon signifer ist nur wenig bekannt. Die Art scheint über Sandböden vorzukommen und ernährt sich von benthischen Wirbellosen wie Muscheln und Krustentieren. Bei Exemplaren aus dem Kapuas fand man im Magen auch Würmer aus der Ordnung der Wenigborster (Oligochaeta) und Insekten. Sie vermehrt sich auch im Süßwasser und ist ovovivipar, die Jungfische ernähren sich im Uterus zunächst vom Dotter, danach von einem proteinreichen Sekret, das aus speziellen Drüsen im Uterus abgegeben wird. Stiche durch die Stechrochenart können zu schweren Verwundungen führen und sind extrem schmerzhaft.

## Systematik
Die Rochenart wurde im Jahr 1982 durch die US-amerikanischen Meeresbiologen Leonard Compagno und Tyson R. Roberts unter der Bezeichnung Himantura signifer erstmals wissenschaftlich beschrieben. Im Jahr 2016 wurde für drei südostasiatische Süßwasserrochenarten die Gattung Fluvitrygon eingeführt.

## Belege
1. ↑  Fluvitrygon signifer in der Roten Liste gefährdeter Arten der IUCN 2016. Eingestellt von: Compagno, L.J.V., 2005. Abgerufen am 11. November 2019.
2. 1 2 3 4  Compagno, L.J.V. & T.R. Roberts (1982). Freshwater stingrays (Dasyatidae) of Southeast Asia and New Guinea, with description of a new species of Himantura and reports of unidentified species. Environmental Biology of Fishes. 7 (4): 321–339. doi:10.1007/BF00005567
3. 1 2  Fluvitrygon signifer auf Fishbase.org (englisch)
4. ↑  Last, P.R., Naylor, G.J.P. & Manjaji-Matsumoto, B.M. (2016): A revised classification of the family Dasyatidae (Chondrichthyes: Myliobatiformes) based on new morphological and molecular insights. Zootaxa, 4139 (3): 345–368. doi: 10.11646/zootaxa.4139.3.2, Seite 360.